# Смирново (Далматовський район)
Смирно́во (рос. Смирново) — село у складі Далматовського району Курганської області, Росія. Адміністративний центр Смирновської сільської ради.
Населення — 199 осіб (2010, 265 у 2002).
Національний склад станом на 2002 рік: росіяни — 76 %.
В селі народилась Герой Соціалістичної Праці Харламова Наталія Матвіївна (*1915-†1983).